# Oxford Circus (metrostation)
Oxford Circus is een station van de metro van Londen dat werd geopend op 30 juli 1900 en wordt bediend door de Central Line, Bakerloo Line en Victoria Line.

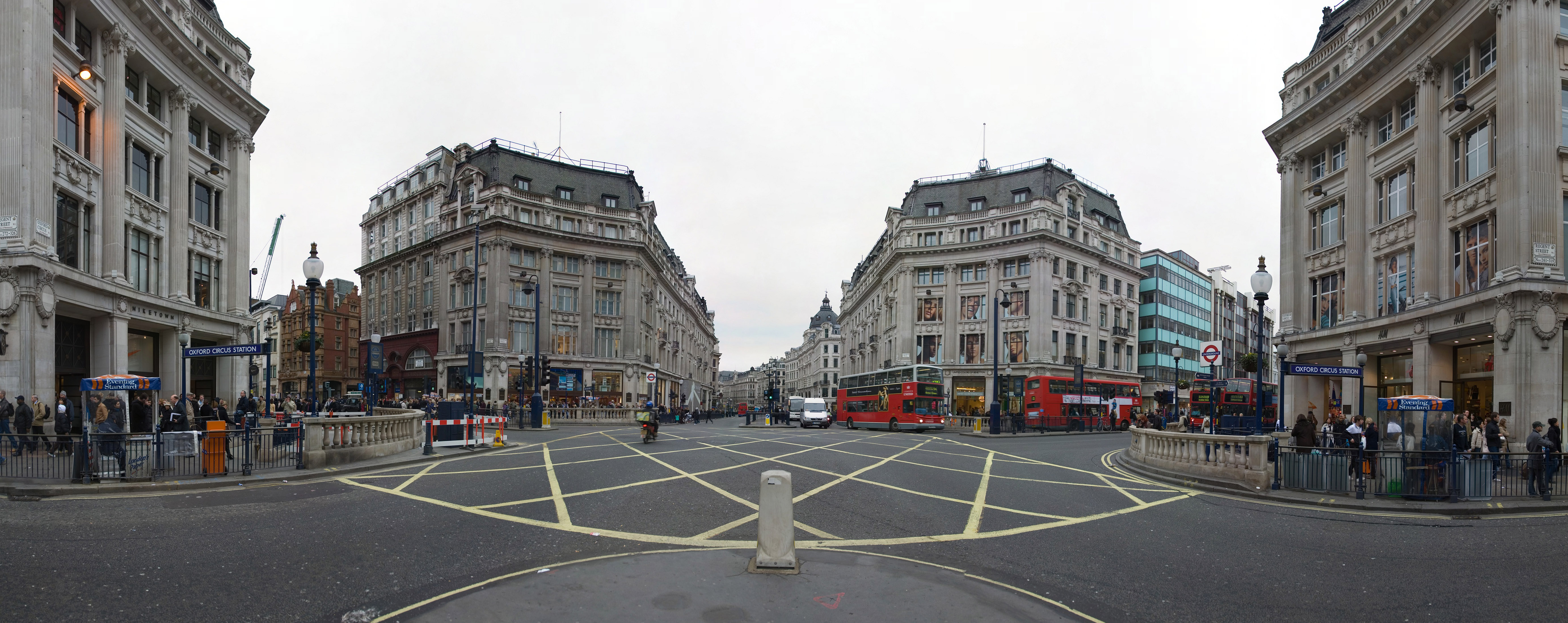
Een panorama van Oxford Circus met links en rechts op de voorgrond twee van de vier ingangen

## Geschiedenis

### Central Line
In 1890 diende de Central London Railway (CLR) een plan in voor een oost-west metrolijn tussen Shepherd's Bush en Cornhill. Zowel het lagerhuis als het hogerhuis keurde het plan op 5 augustus 1891 bij wet goed. 
CLR nam de ingenieurs James Henry Greathead, Sir John Fowler en Sir Benjamin Baker in dienst om de metrolijn uit te werken. De bouw van de tunnels was eind 1898 voltooid waarna de afwerking begon. De officiële opening van het eerste deel van de CLR, waaronder Oxford Circus, door de Prins van Wales vond plaats op 27 juni 1900, het publiek kon vanaf 30 juli 1900 van de lijn gebruikmaken.
In het kader van het New Works-programma (1935 – 1940) werden de slecht uitgelijnde tunnels in het middelste deel van de lijn gecorrigeerd zodat met hogere snelheden gereden kon worden. Daarnaast werden ook de perrons verlengd waarme de capaciteit van de lijn werd verhoogd. 

### Bakerloo Line
In november 1891 diende de Baker Street en Waterloo Railway (BS&WR) een plan in voor een ondergrondse noord-zuid lijn onder het West End tussen Marylebone en Elephant & Castle, dat op 28 maart 1893 werd goedgekeurd. Onder leiding van Sir Benjamin Baker , WR Galbraith en RF Church begon Perry & Company of Tregedar Works uit Bow, in augustus 1898 met de bouw. In 1902 kocht de Underground Electric Railways Company of London Limited (UERL) de lijn in aanbouw, waarmee de Piccadilly Line, de Hampstead Tube en de BS&WR in een hand kwamen. Na een inspectie door de Board of Trade werden ondergronds een aantal aanpassingen doorgevoerd. De perrons werden net als bij Piccadilly Circus aan de buitenkant van de tunnels gelegd. De eerste proefrit had eind 1905 plaats, de officiële opening van de BS&WR door Sir Edwin Cornwall vond plaats op 10 maart 1906.

### Victoria Line
In 1946 werden naar aanleiding van een onderzoek naar het OV in Londen meerdere nieuwe tunnels in Zuid-Londen voorgesteld. Tunnel 8 zou van Finsbury Park in het noorden via Victoria, Stockwell, Brixton en Streatham naar Croydon lopen. De toestemming voor het deel tussen Victoria en Walthamstow, waaronder Oxford Circus, kwam in 1955. In 1962 werden de fondsen beschikbaar gesteld en begon de bouw. Oxford Circus zou het overstappunt met de Bakerloo Line en Central Line worden. Ondergronds werden de sporen van de Victoria Line aan de buitenkant gelegd met perrons grenzend aan de bestaande van de Bakerloo Line, zodat een overstap op hetzelfde perron mogelijk werd. De vebouwing van het station was het langst durende project van de Victoria Line. 
Om de reizigers van de Victoria Line te kunnen verwerken werd onder Oxford Circus een verdeelhal gebouwd. Om dit mogelijk te maken werd Oxford Circus voorzien van een stalen afdekplaat die “paraplu” werd genoemd. Het wegverkeer reed van augustus 1963 tot Pasen 1968 over deze afdekplaat terwijl daaronder de verdeelhal en de nieuwe perrons werden gebouwd. De constructie bestond uit 245 stukken afzonderlijk geprefabriceerd staalwerk. De dekplaten werden bovenop een stelsel van stalen liggers geplaatst die op hun beurt rustten op 25 cilindrische betonnen zuilen met een diameter van 91 cm die 's nachts tot een diepte van 13 tot 22 meter werden geheid. Deze zuilen moesten zo geplaatst worden dat ze de definitieve ondergrondse constructie niet in de weg stonden. Door een brede voet werd voldoende draagkracht verzekerd. Behalve de paraplu werden ook diensttunnels gebouwd om kabels en buizen om de nieuwe hal om te leiden. 
Tijdens de Bank Holiday van augustus 1966 werd de afdekplaat uitgebreid in oostelijke richting ten behoeve van de aanleg van een verbindingstunnel tussen de oude en nieuwe verdeelhal. De werkzaamheden voor de perrontunnels, overstaptunnels en roltrapschachten voor de Victoria Line werden uitgevoerd vanuit toegangsschachten bij Cavendish Square , Upper Regent Street en Argyll Street. De oostelijke perrontunnel werd gebouwd met schachtringen van laag carboon staal in verband met de beperkte ruimte. Als extra maatregel werd, voorafgaand aan het boorwerk, onder het warenhuis Peter Robinson's een plaat van voorgespannen beton aangebracht om zettingen te beperken. Het perron in deze perrontunnel ligt aan de zuidkant op de plaats waar de overstaptunnel tussen de Central Line en de Bakerloo Line de onderkant van de voormalige liften van de Bakerloo Line passeerde. 
De vroegere liftkoker werd omgebouwd tot ventilatieschacht en onderin werd een nieuw onderstation voor de Bakerloo Line gebouwd. Nadat de rolltrappen geplaatst waren en de overstaptunnels gereed waren, werden de overgebleven liften verwijderd. Net als bij de andere stations van de Victoria Line werden de perronwanden afgewerkt met tegelwerk met een afbeelding, hier ontworpen door Hans Unger, die refereert aan het station. In dit geval is een witte O afgebeeld met gekleurde cirkels in de lijnkleuren rood, bruin en lichtblauw. De perrons van de Victoria Line werden op 7 maart 1969 in gebruik genomen toen het tweede deel van de lijn tussen Warren Street en Victoria werd geopend.

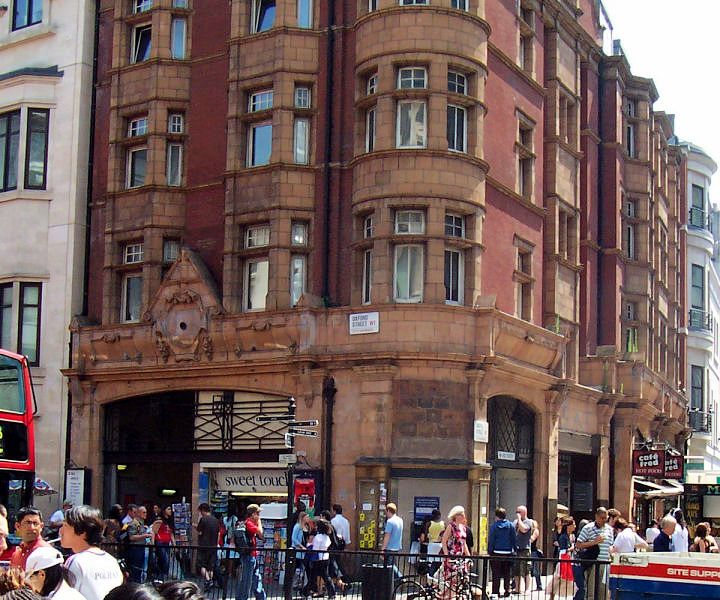
Het station van de CLR
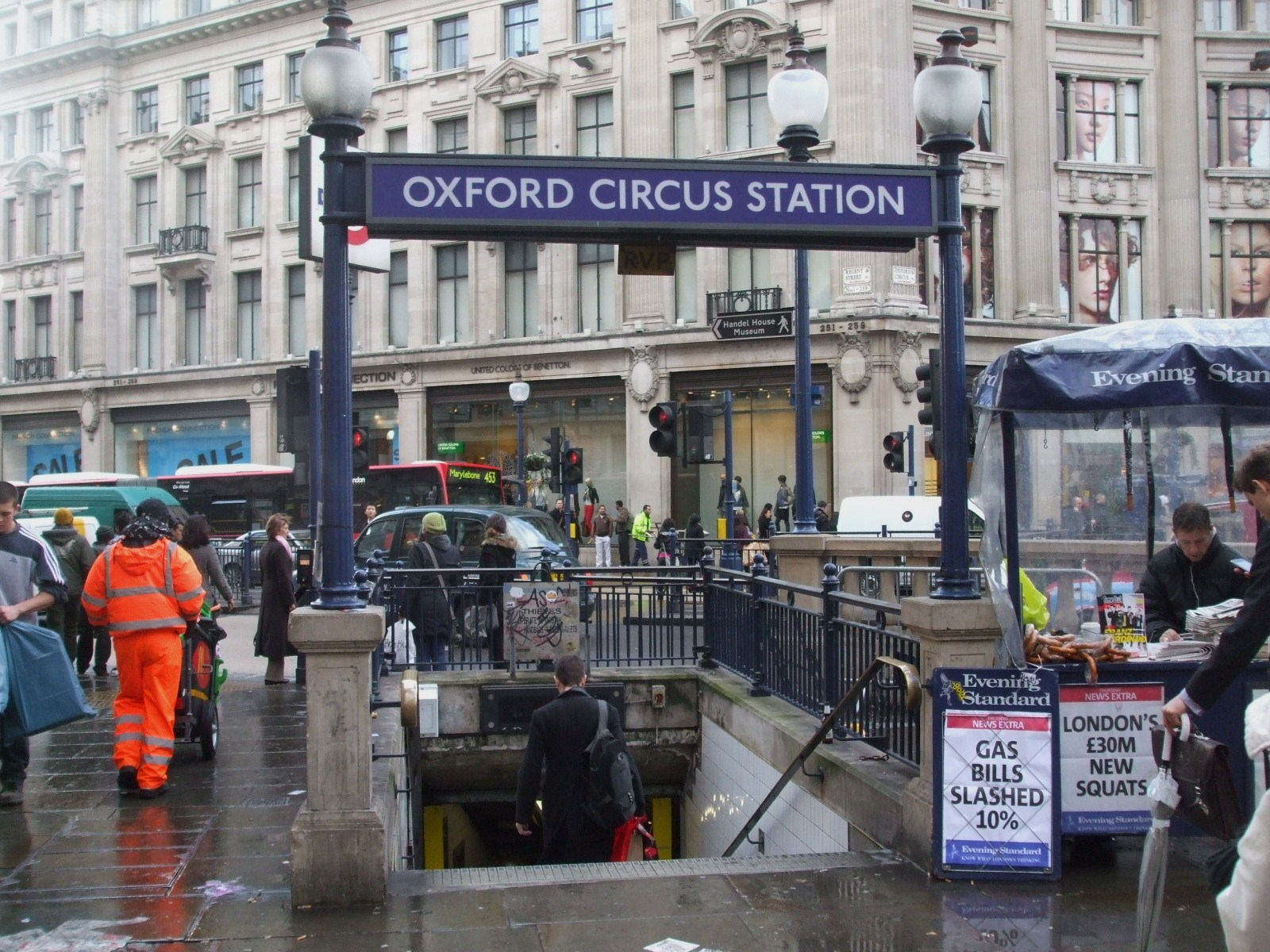
De zuidoostelijke toegang van de verdeelhal uit 1969
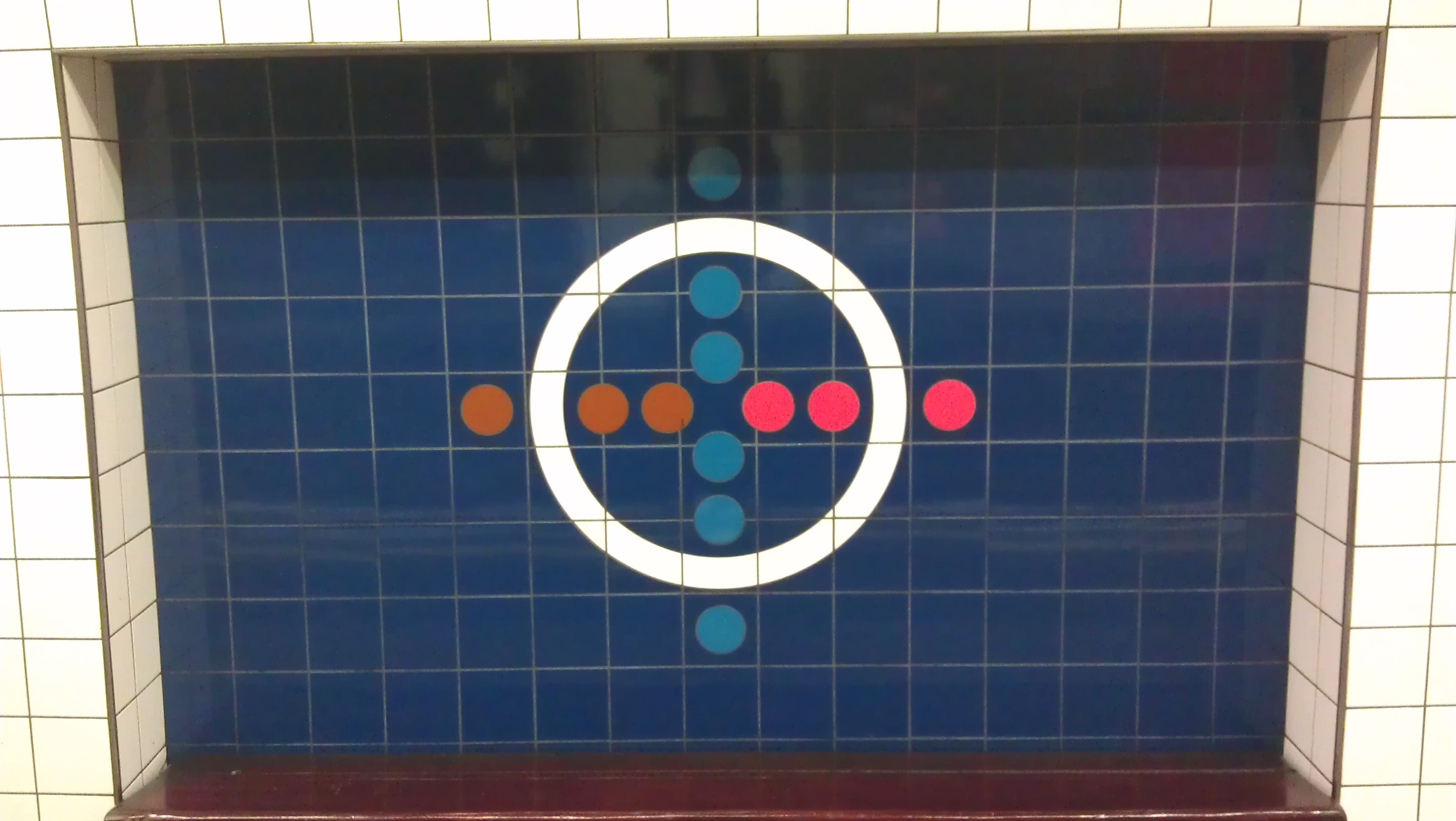
Het tegelwerk van de Victoria Line

### Incidenten en ongevallen
- Op 13 februari 1976 werd een kofferbom van 9 a 14 kg op het station geplaatst door de IRA. De bom werd tijdig ontdekt tijdens de middagspits en na ontruiming van het station onschadelijk gemaakt.
- Op 23 november 1984 brak tijdens onderhoudswerkzaamheden een grote brand uit waarbij de westelijke perrontunnel van de Victoria Line volledig uitbrandde. Oorzaak waren smeulende deeltjes in sigarettenrook die via een ventilatierooster in een opslagruimte zijn gekomen en daar de brand veroorzaakten. Het gevolg was dat het metroverkeer op de Victoria Line tussen Warren Street en Victoria tot 18 december was gestremd.
- Op 3 maart 1997 ontspoorde een, naar het noorden rijdend, metrostel op de Bakerloo Line. Hierdoor werd de metrodienst tussen Piccadilly Circus en Oxford Circus 12 dagen gestremd.
- Op 11 augustus 2017 brak er brand uit in een metrostel op de Bakerloo Line dat geëvacueerd werd bij Oxford Circus. De diensten tussen Elephant and Castle en Paddington werden opgeschort.
- Op 24 november 2017 veroorzaakte een vechtpartij tussen reizigers op het zuidelijke perron van de Central Line paniek en vluchtten de overige reizigers met 16 gewonden tot gevolg.

## Ligging en inrichting
Het station ligt onder het drukke Oxford Circus de kruising van Regent Street en Oxford Street en heeft ingangen aan alle 4 hoeken van de kruising. Door de ligging in een toeristisch gebied en de aansluiting op drie metrolijnen is het met ruim 64 miljoen passagiers per jaar een van de drukste stations op het metronetwerk. Vanaf 2019 was het het op drie na drukste station van de Londense metro.

### Bovengronds
De Central London Railway bouwde haar stationsgebouw op de oostelijke hoek van Argyll Street en Oxford Street naast de perrons onder Oxford Street ten oosten van het naamgevende plein. Zoals voor de Eerste Wereldoorlog gebruikelijk bij de diep gelegen lijnen werd de stationshal met liften verbonden met de toegang tot de perrons. Het stationsgebouw op de noordoostelijke hoek van Argyll Street en Oxford Street is ontworpen door Harry Bell Measures en opgetrokken in de huisstijl van de CLR met roze-buff terracotta en rode baksteen met een leien dak. De kantoor etages die in 1908 werden toegevoegd zijn in dezelfde stijl ontworpen door Delissa Joseph. Het gebouw als geheel werd beschreven als een "krachtige en goed gedetailleerde compositie".  De tunnels en perrons van de Bakerloo Line liggen onder Regent Street maar het stationsgebouw werd tegenover dat van de CLR eveneens aan Argyll Street opgetrokken. Het station van de Bakerloo Line kreeg eveneens liften om de reizigers naar perronniveau te brengen. Het gebouw zelf is duidelijk herkenbaar als een ontwerp van Leslie Green, de huisarchitect van UERL, met de bloedrode tegels op de gevel en de ramen in bogen op de eerste verdieping. De beide stations waren aanvankelijk volledig gescheiden en overstappers moesten Argyll Street oversteken naar het station van de concurrent. Van meet af aan bleek het station te krap voor het reizigersaanbod en al snel werd een ondergrondse overstap mogelijkheid gerealiseerd. Na veel discussie tussen de toen twee afzonderlijke metrobedrijven begon in 1912 een grote verbouwing die op 9 mei 1914 gereed was. Deze verbouwing betekende dat een gemeenschappelijke stationshal met kaartverkoop in de kelder van het gebouw van de Bakerloo Line kwam. De liften van de Bakerloo Line werden vervangen door roltrappen in een nieuwe schacht schuin tussen het stationsgebouw en Regent Street. De overstaptunnels werden gebruikt als toegang tot de perrons van de CLR vanaf de roltrappen, de liften van de CLR bleven in gebruik. 
Na de Eerste Wereldoorlog raakte het station weer overbelast waarop vanaf 1923 ook roltrappen werden gebouwd tussen de stationshal en de CLR. Het stationsgebouw van CLR wordt sinds de afloop van de verbouwing in 1925 alleen nog als uitgang gebruikt. In 1928 werd een derde roltrap naar de Bakerloo Line geplaatst die vanaf 2 oktober beschikbaar was voor reizigers. In 1942 werd weer teruggegrepen op liften toen hogesnelheidsliften in gebruik werden genomen vooral voor uitstappers van de Central Line  via het CLR gebouw. In verband met het uitbreken van de Tweede Wereldoorlog werd het station gesloten om waterkeringen te kunnen aanbrengen. Tussen 31 augustus en 20 november 1939 was het alleen mogelijk om over te stappen maar in- en uitstappers kwamen voor een dichte deur. Sinds de opening van de Victoria Line zijn de bovengrondse gebouwen alleen nog als uitgang in gebruik. Op 20 juli 2011 kregen de afzonderlijke stationsgebouwen de Grade II-status van de minister van Toerisme en Erfgoed op advies van English Heritage. Dit was onder andere te danken aan de consistentie van het ontwerp dat architect Leslie Green bij verschillende stations heeft getoond.

### Ondergronds
De perrons van de Central Line liggen op niveau -5 oost-west onder Oxford Street ten oosten van de verdeelhal onder Oxford Circus. Deze verdeelhal is met een tunnel verbonden met de stationshal uit 1914 die op zijn beurt met vaste trappen is verbonden met de bovengrondse stationsgebouwen en met roltrappen met de perrons. Aan de westkant ligt, ten behoeve van overstappers van de Central Line, een roltrap naar de tussenverdieping boven de andere lijnen. De perrons van de Bakerloo Line en de Victoria Line liggen op niveau -3 onder Regent Street. Tussen de perrons van beide lijnen ligt per richting een hal onderaan twee roltrappen die met de tussenverdieping op niveau -2 verbonden zijn.
Aan de noordkant van de perrons is het mogelijk om via een verbindingstunnel naar de perrons voor de andere rijrichting te gaan. Aan de zuidkant zijn de perrons met vaste trappen verbonden met de overstaptunnels op niveau -4 naar de Central Line, alsmede met overstaptunnels op niveau -2 die de perrons verbinden met de onderkant van de roltrappen uit 1914. De tussenverdieping is met de verdeelhal verbonden door twee paar roltrappen, de ronde verdeelhal zelf is toegankelijk via vaste trappen op de vier hoeken van Oxford Circus. In 2007 werd grootonderhoud uitgevoerd waarbij de muurschilderingen die dertig jaar eerder langs de Central Line en de Bakerloo Line waren aangebracht werden vervangen door tegelwerk zoals dat bij de oplevering was aangebracht. De Bakerloo Line kreeg het tegelpatroon van Leslie Green terug al is nog een deel van de muurschilderingen overgebleven. Langs de Victoria Line werden de tegels van Hans Unger in ere hersteld. De camerabewaking werd vervangen door een nieuw digitaal systeem. In 2011 werden de 14 roltrappen vervangen en werden er bulten op de perronrand aangebracht zodat rolstoelgebruikers de metrostellen in- en uit kunnen rijden.

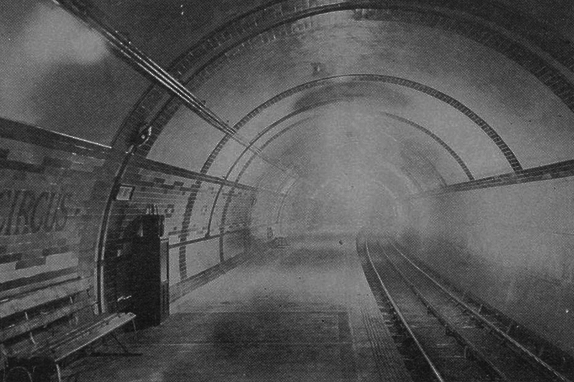
Een perron van de Bakerloo Line in 1906
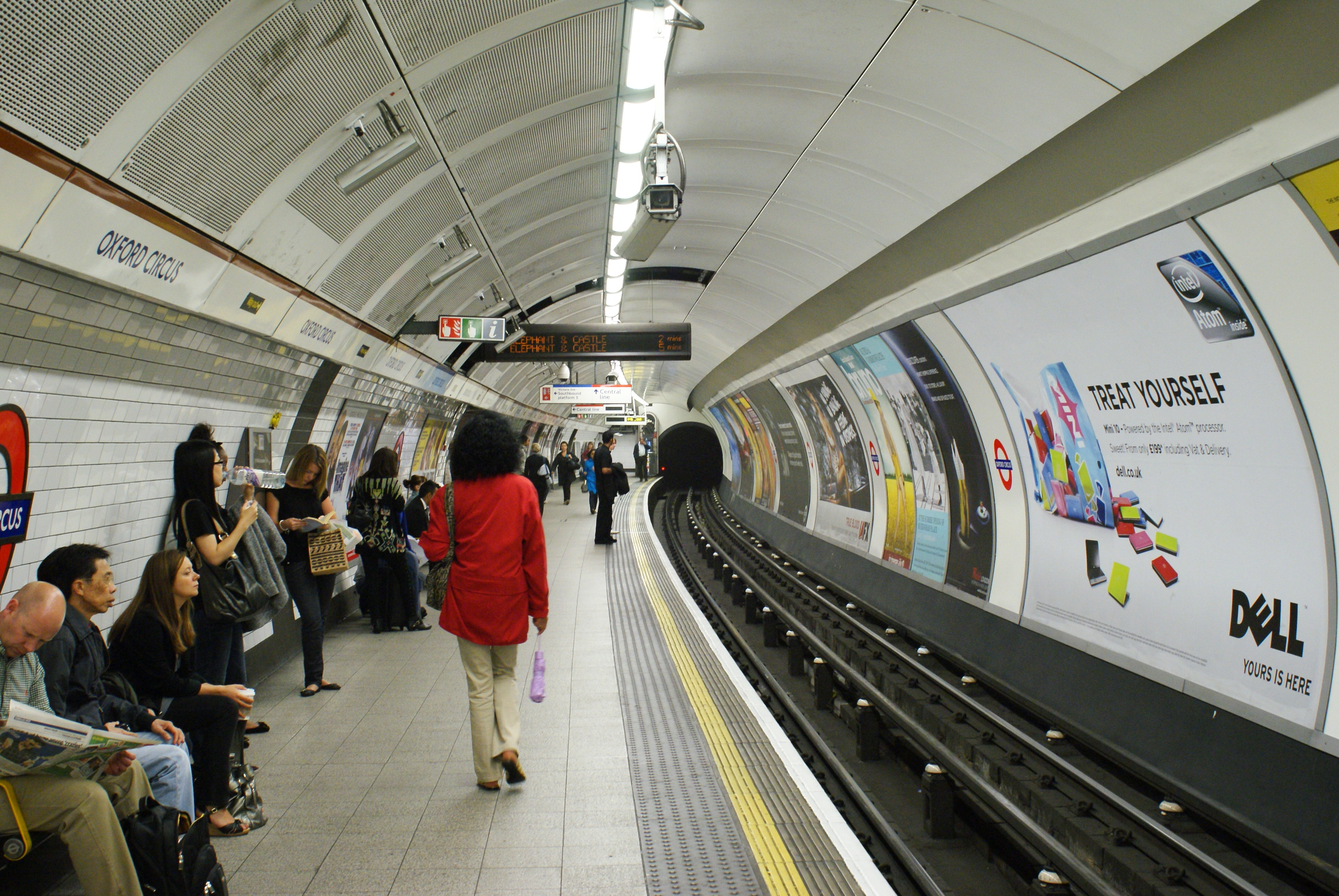
Het perron naar het zuiden in 2009
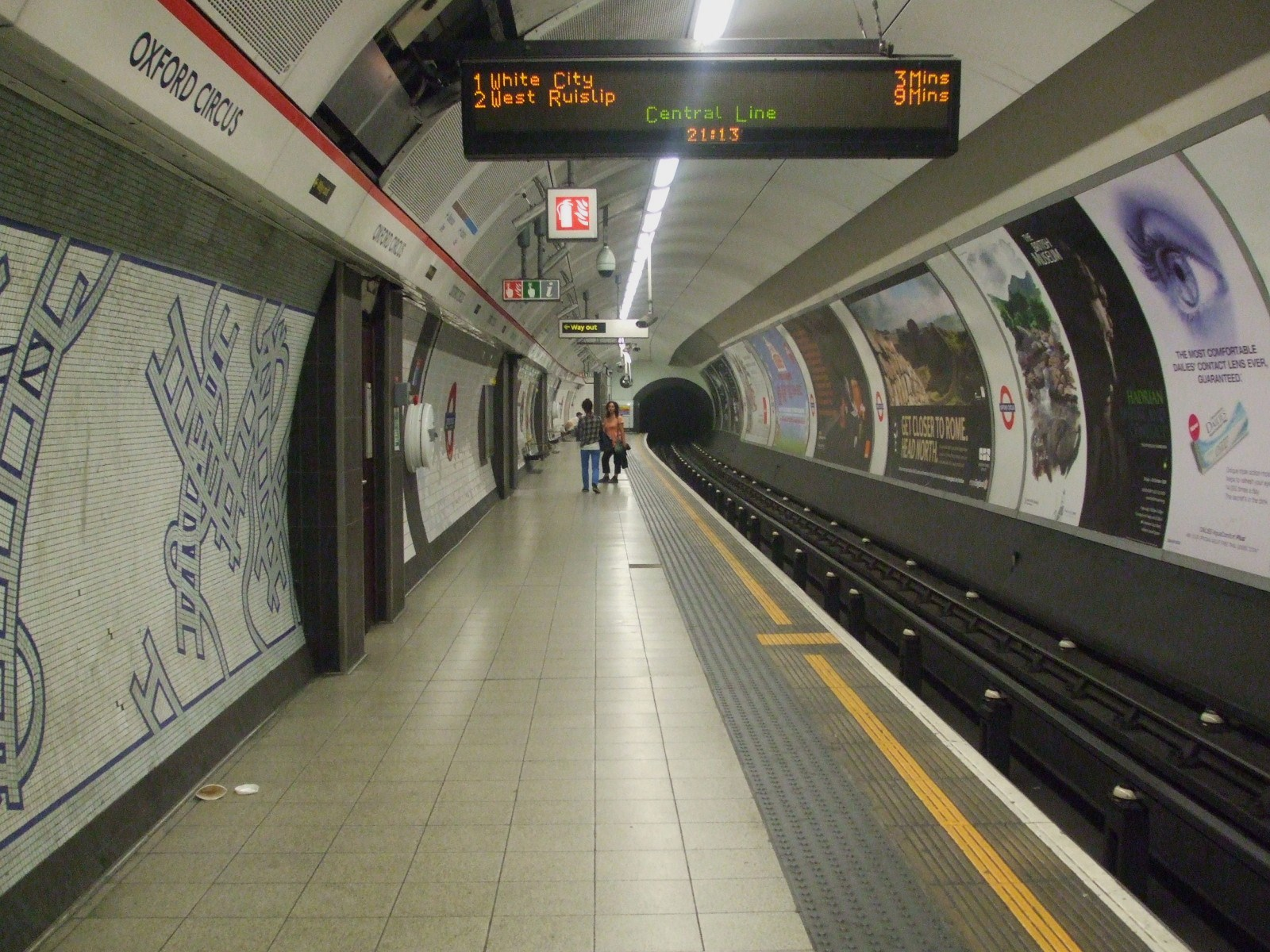
Het perron naar het westen in 2008

## Reizigersverkeer

### Bakerloo Line
De normale dienst buiten de spits op weekdagen en de hele zaterdag is als volgt:
- 11 per uur in noordelijke richting naar Queen's Park
- 3 per uur in noordelijke richting naar Stonebridge Park (via Queen's Park )
- 6 per uur in noordelijke richting naar Harrow & Wealdstone (via Queen's Park en Stonebridge Park )
- 20 per uur in zuidelijke richting naar Elephant & Castle

### Central Line
Metro's rijden over het algemeen tussen West Ruislip en Epping, en tussen Ealing Broadway en Hainault (via Newbury Park), waarbij sommige treinen ten noorden van Hainault door naar Woodford via Grange Hill. In het algemeen rijden de metro's overdag om de 3-10 minuten.
De Night Tube op vrijdag- en zaterdagavond rijdt normaal gesproken om de tien minuten:
- 3 per uur in oostelijke richting naar Henegouwen via Newbury Park
- 3 per uur in oostelijke richting naar Loughton
- 3 per uur in westelijke richting naar Ealing Broadway
- 3 per uur in westelijke richting naar White City

### Victoria Line
Deze lijn kent buiten de spits 27 metro's per uur in beide richtingen, de Night Tube rijdt om de tien minuten.

## Omgeving
Bezienswaardigheden:
- All Souls Church, Langham Place
- BBC Broadcasting House
- Carnaby Street
- Langham Hotel
- London College of Fashion , John Princes Street
- London Palladium , Argyll Street
- Oxford straat
- Regent Street
- Hamleys
- St George's, Hannover Square

Harrow & Wealdstone ·
Kenton ·
South Kenton ·
North Wembley ·
Wembley Central ·
Stonebridge park ·
Harlesden ·
Willesden Junction ·
Kensal Green ·
Queen's Park ·
Kilburn Park ·
Maida Vale ·
Warwick Avenue ·
Paddington ·
Edgware Road ·
Marylebone ·
Baker Street ·
Regent's Park ·
Oxford Circus ·
Piccadilly Circus ·
Charing Cross ·
Embankment ·
Waterloo ·
Lambeth North ·
Elephant & Castle
Walthamstow Central ·
Blackhorse Road ·
Tottenham Hale ·
Seven Sisters ·
Finsbury Park ·
Highbury & Islington ·
King's Cross St. Pancras ·
Euston ·
Warren Street ·
Oxford Circus ·
Green Park ·
Victoria ·
Pimlico ·
Vauxhall ·
Stockwell ·
Brixton